# Sam Mitchell (EastEnders)
Samantha Margaret Priscilla "Sam" Mitchell (apellido de soltera: Mitchell, previamente: Butcher y Hunter) es un personaje ficticio de la serie de televisión británica EastEnders, interpretada por la actriz Danniella Westbrook del 12 de julio de 1990 al 2000, de septiembre del 2009 hasta enero del 2010 y de nuevo en agosto para irse el 21 de septiembre de 2010, previamente Sam fue interpretada por Kim Medcalf del 2002 al 2005.